# Championnats du monde de cyclisme urbain 2024
Navigation
2023 2025
Les Championnats du monde de cyclisme urbain 2024 sont la 7e édition de ces championnats, organisés par l'Union cycliste internationale (UCI) et rassemblant trois disciplines : le trial, le BMX Freestyle Park et le BMX Freestyle Flatland. Ils ont lieu à Abou Dabi, aux Émirats arabes unis, du 17 au 21 décembre 2024.

## Podiums

### Trial
| Épreuves                  | Or                                                                    | Argent                                                                        | Bronze                                                                                     |
| ------------------------- | --------------------------------------------------------------------- | ----------------------------------------------------------------------------- | ------------------------------------------------------------------------------------------ |
| Hommes 20 pouces          | Alejandro Montalvo                                                    | Borja Conejos                                                                 | Eloi Palau                                                                                 |
| Hommes 26 pouces          | Jack Carthy                                                           | Charlie Rolls                                                                 | Oliver Weightman                                                                           |
| Femmes                    | Alba Riera                                                            | Vera Barón                                                                    | Nina Reichenbach                                                                           |
| Hommes, juniors 20 pouces | Travis Asenjo                                                         | Guillaume Camus                                                               | Victor Pérez                                                                               |
| Hommes, juniors 26 pouces | Roman Salaun                                                          | Vojtěch Hendrych                                                              | Ferran Gonzalo                                                                             |
| Par équipes               | Espagne Eloi Palau Julen Saenz Vera Barón Victor Pérez Ferran Gonzalo | France Robin Berchiatti Nathan Charra Guillaume Camus Roman Salaun Nina Vabre | Allemagne Oliver Widmann Jonas Friedrich Dennis Arnold Carl Gustaf Christ Nina Reichenbach |

### BMX freestyle Park
| Épreuves | Or             | Argent          | Bronze        |
| -------- | -------------- | --------------- | ------------- |
| Hommes   | Logan Martin   | José Torres Gil | Justin Dowell |
| Femmes   | Hannah Roberts | Sun Sibei       | Fan Xiaotong  |

### BMX freestyle Flatland
| Épreuves | Or               | Argent         | Bronze               |
| -------- | ---------------- | -------------- | -------------------- |
| Hommes   | Matthias Dandois | Moto Sasaki    | Jean William Prévost |
| Femmes   | Ayuna Miyashima  | Veronika Kádár | Anna Mondics         |

## Tableau des médailles
| Rang  | Nation          | Or | Argent | Bronze | Total |
| ----- | --------------- | -- | ------ | ------ | ----- |
| 1     | Espagne         | 4  | 2      | 3      | 9     |
| 2     | France          | 2  | 2      | 0      | 4     |
| 3     | Grande-Bretagne | 1  | 1      | 1      | 3     |
| 4     | Japon           | 1  | 1      | 0      | 2     |
| 5     | États-Unis      | 1  | 0      | 1      | 2     |
| 6     | Australie       | 1  | 0      | 0      | 1     |
| 7     | Chine           | 0  | 1      | 1      | 2     |
| 7     | Hongrie         | 0  | 1      | 1      | 2     |
| 9     | Argentine       | 0  | 1      | 0      | 1     |
| 9     | Tchéquie        | 0  | 1      | 0      | 1     |
| 11    | Allemagne       | 0  | 0      | 2      | 2     |
| 12    | Canada          | 0  | 0      | 1      | 1     |
| Total | Total           | 10 | 10     | 10     | 30    |